# Jubilee Line
|  | Urban head station |

|  | Urban stop on track |

|  | Urban stop on track |

|  | Urban stop on track |

|  | Urban stop on track |

|  | Urban stop on track |

|  | Urban stop on track |

|  | Urban stop on track |

|  | Urban stop on track |

|  | Urban stop on track |

|  | Urban stop on track |

|  | Unknown BSicon "utSTRa" |

|  | Urban tunnel stop on track |

|  | Urban tunnel stop on track |

|  | Urban tunnel stop on track |

|  | Unused urban tunnel straight track |

|  | Urban tunnel stop on track |

|  | Urban tunnel stop on track |

|  | Urban tunnel stop on track |

|  | Urban tunnel station on track |

|  | Unused urban tunnel straight track |

|  | Urban tunnel stop on track |

|  | Urban tunnel station on track |

|  | Urban tunnel stop on track |

|  | Urban tunnel stop on track |

|  | Urban tunnel stop on track |

|  | Urban tunnel stop on track |

|  | Unknown BSicon "utSTRe" |

|  | Urban stop on track |

|  | Urban stop on track |

|  | Urban straight track |

|  | Urban end station |

|  |  |

|  | Urban head station |

|  | Urban stop on track |

|  | Urban stop on track |

|  | Urban stop on track |

|  | Urban stop on track |

|  | Urban stop on track |

|  | Urban stop on track |

|  | Urban stop on track |

|  | Urban stop on track |

|  | Urban stop on track |

|  | Urban stop on track |

|  | Unknown BSicon "utSTRa" |

|  | Urban tunnel stop on track |

|  | Urban tunnel stop on track |

|  | Urban tunnel stop on track |

|  | Unused urban tunnel straight track |

|  | Urban tunnel stop on track |

|  | Urban tunnel stop on track |

|  | Urban tunnel stop on track |

|  | Urban tunnel station on track |

|  | Unused urban tunnel straight track |

|  | Urban tunnel stop on track |

|  | Urban tunnel station on track |

|  | Urban tunnel stop on track |

|  | Urban tunnel stop on track |

|  | Urban tunnel stop on track |

|  | Urban tunnel stop on track |

|  | Unknown BSicon "utSTRe" |

|  | Urban stop on track |

|  | Urban stop on track |

|  | Urban straight track |

|  | Urban end station |

|  |  |

Jubilee Line (engelska: the Jubilee line, 'Jubilee-linjen', 'Jubileumslinjen') är en tunnelbanelinje i London. Jubilee Line öppnades år 1979 och är därmed den nyaste tunnelbanelinjen i London. Namnet fick den efter Elizabeth II:s 25-årsjubileum som drottning. 1999 började linjens utbyggnad till Stratford att trafikeras. Linjen är 36,2 km lång och har 27 stationer, varav 13 under marken.

## Historia
1971 började arbetet med att skapa Jubilee Line men arbetet försenades av ekonomiska svårigheter. En del i byggandet av linjesträckningen innebar att stationskomplexet Charing Cross skapades av stationerna Trafalgar Square (Bakerloo Line) och Strand (Northern Line). 
Jubilee Line skulle ursprungligen ha kallats Fleet Line, efter floden Fleet, men namnet ändrades på initiativ av de konservativa i valet till Greater London Council 1977. Jubilee Line öppnades officiellt av Prins Charles 30 april 1979 och öppnade för trafik 1 maj 1979. 
Linjen trafikerades ursprungligen med Metro Cammell Mark II-tåg, som än idag körs på Bakerloo Line. Redan 1984 moderniserades fordonsflottan med nya tåg. Tågens liv blev däremot kortvariga då de inte höll måttet. Även dessa var tillverkade av Metro Cammell men hade en hel del brister. Elsystem och elektronik krånglade, hjulen slets felaktigt och vibrationer uppstod därmed. 
Till skillnad från andra tåg, förutom D78-tågen på District Line så var dörrarna av enkeltyp, medan andra tåg alltid har haft dubbla dörrar mitt på. Detta drog ned på kapaciteten vilket i kombination med de nyss nämnda problemen ledde till att nya tåg (1996 Stock) av modernare typ ersatte dessa tåg.  Det sista tåget skrotades år 1998. Ett tåg finns dock bevarat på museum. Dagens tåg är tillverkade av CEC – Metro Cammell, har dubbla dörrar och är snarlika de tåg som återfinns på Northern Line. 
Från början kördes tågen manuellt med hjälp av trafiksignaler, men numera framförs de automatiskt med hjälp av ATO (Automatic Train Operation), där föraren endast övervakar hur tåget beter sig. Detta innebär snabbare acceleration och snabbare stopp vilket medför högre hastighet och därmed högre passagerarkapacitet. 
Linjens nyare stationer som började trafikeras 1999 är större och har högre säkerhet, bland annat med åtskiljande väggar och dörrar mellan plattform och tåg.
Samtidigt som linjen utökades år 1999 stängdes delen i Charing Cross som utgjorde slutstationen då linjesträckningen ändrades. I dag ligger stationsdelen för Jubilee Line på Charing Cross övergiven och stängd.

## Resenärer
Det görs cirka 127 miljoner resor på linjen varje år.

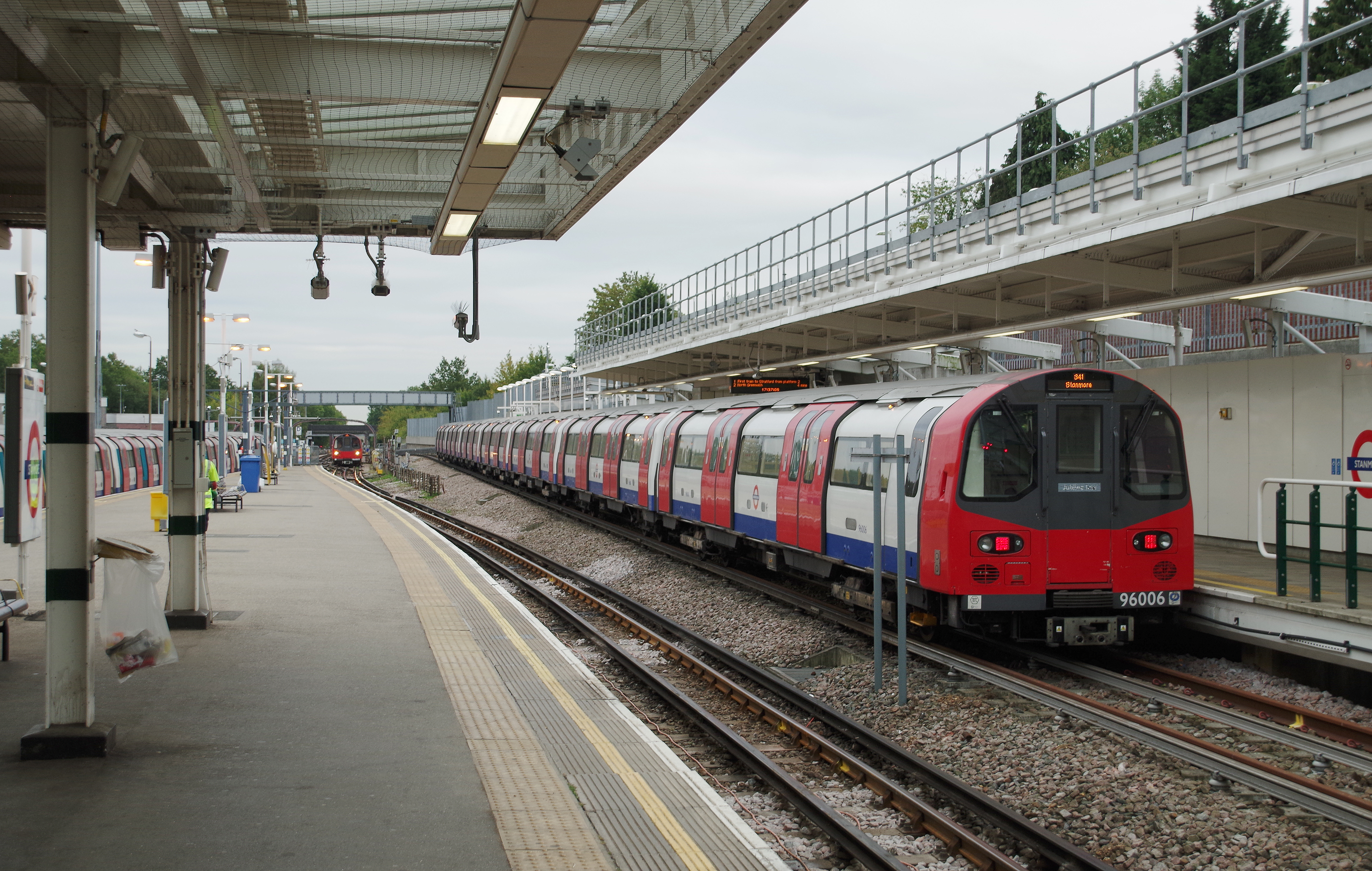
Stanmore
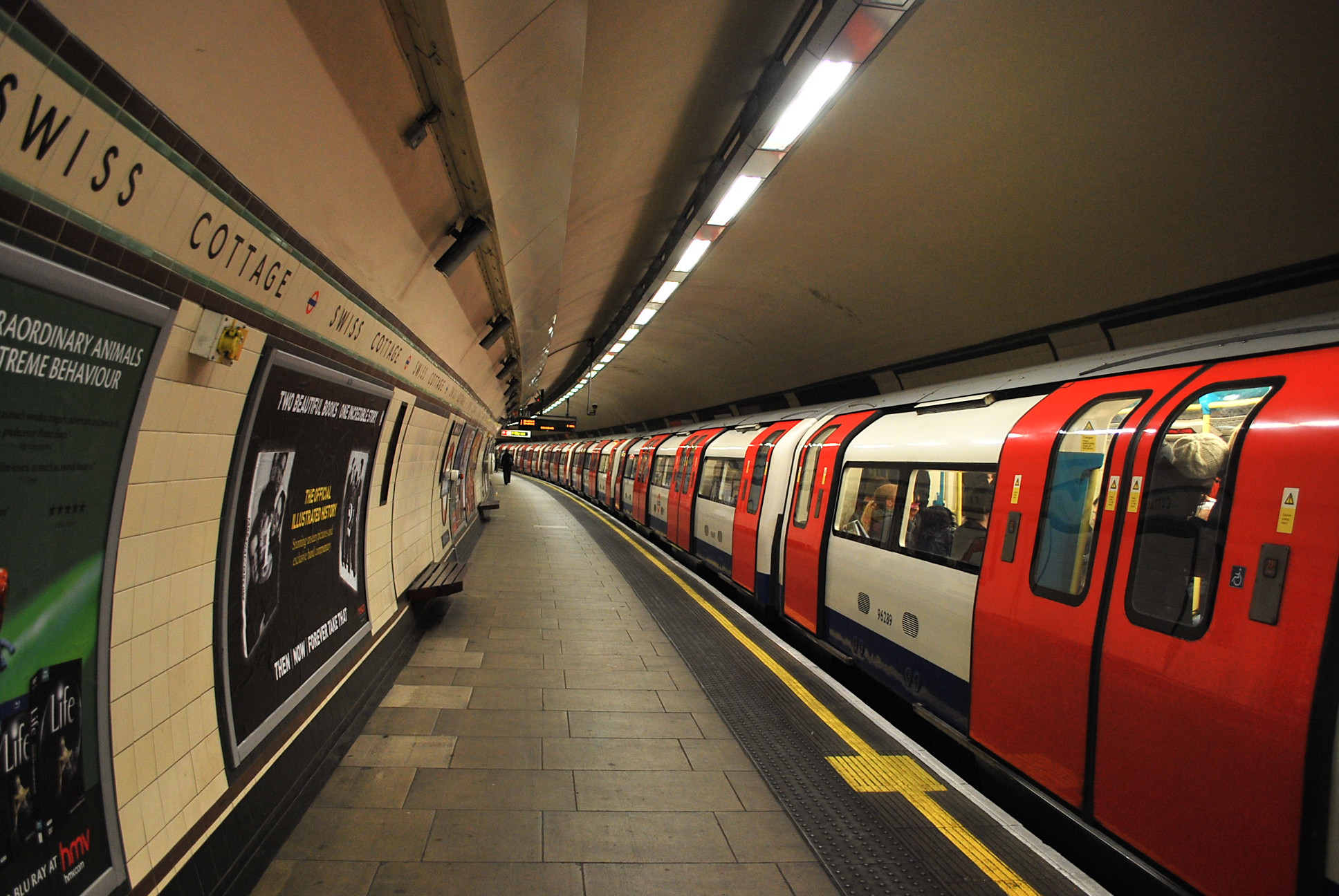
Swiss Cottage
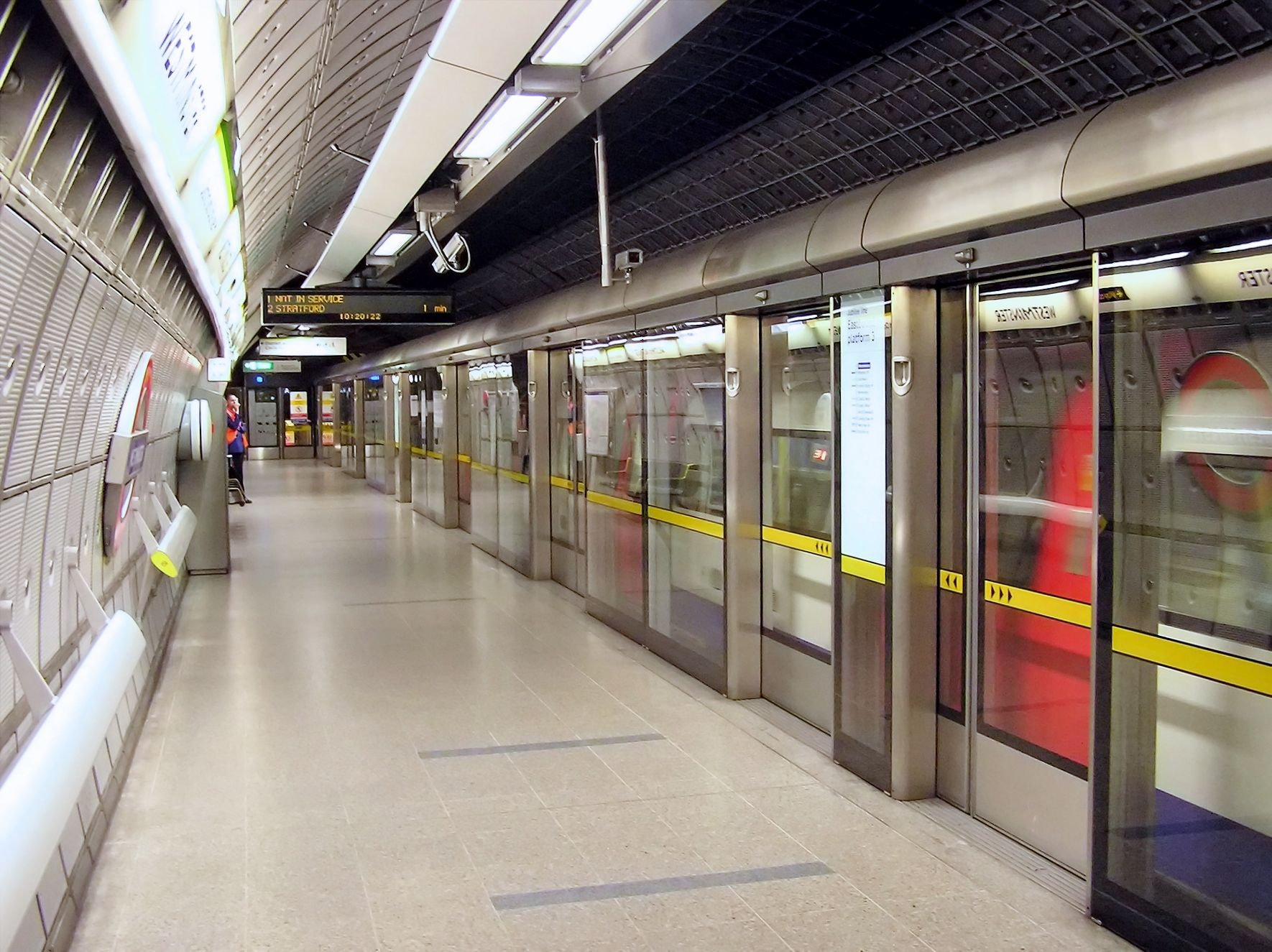
Westminster
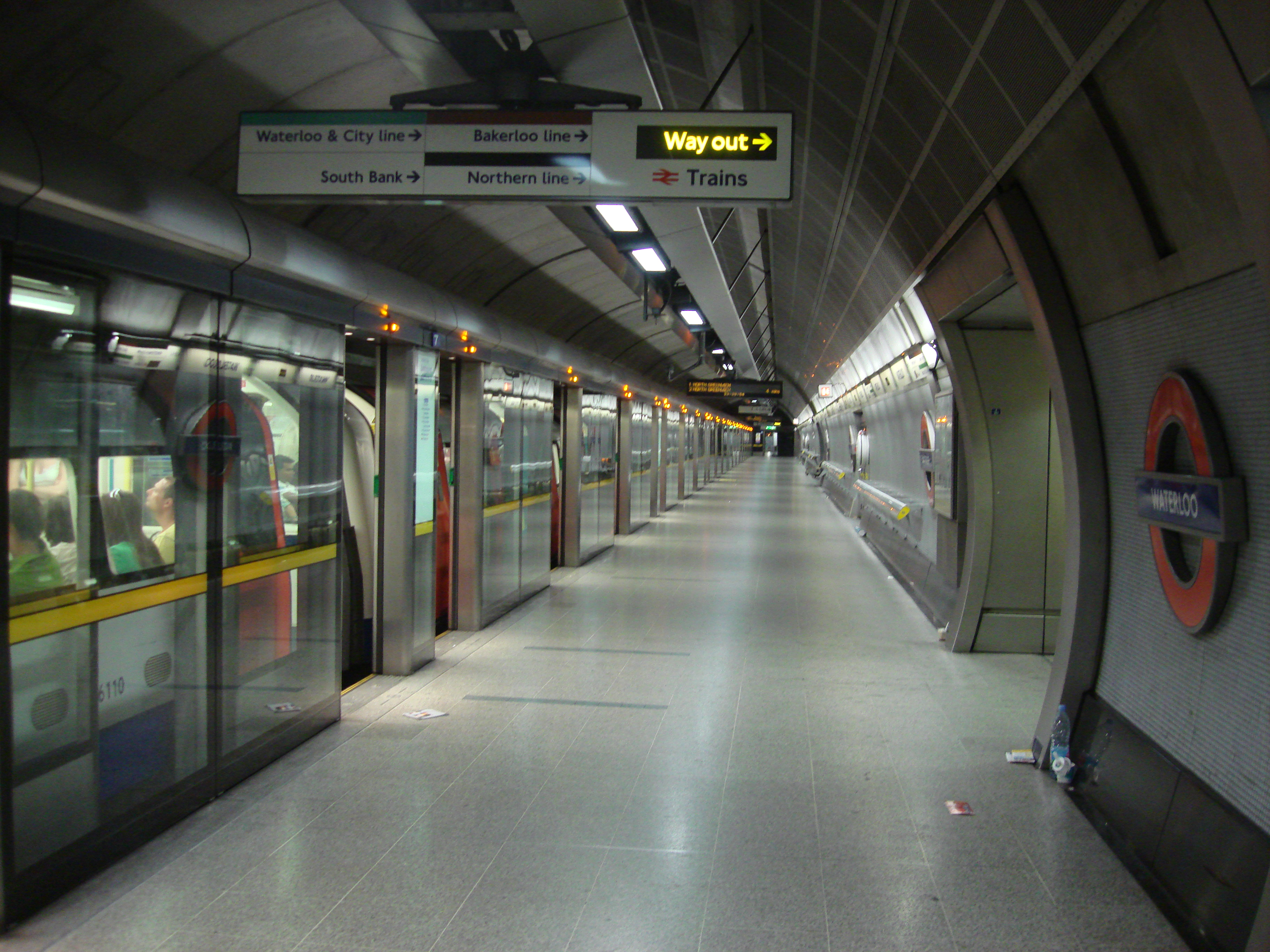
Waterloo
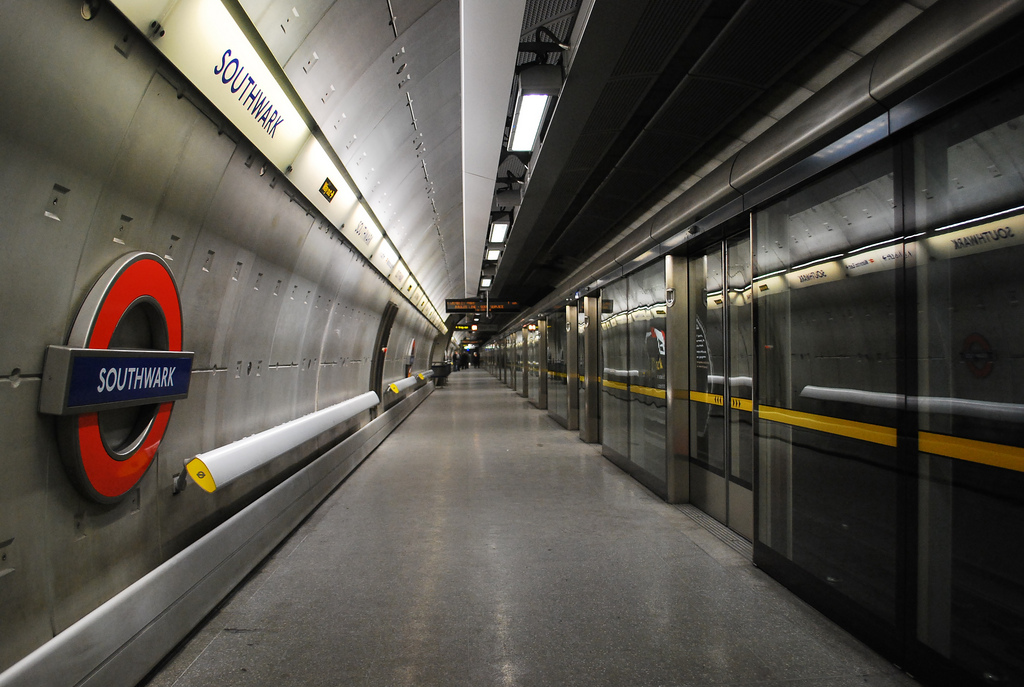
Southwark
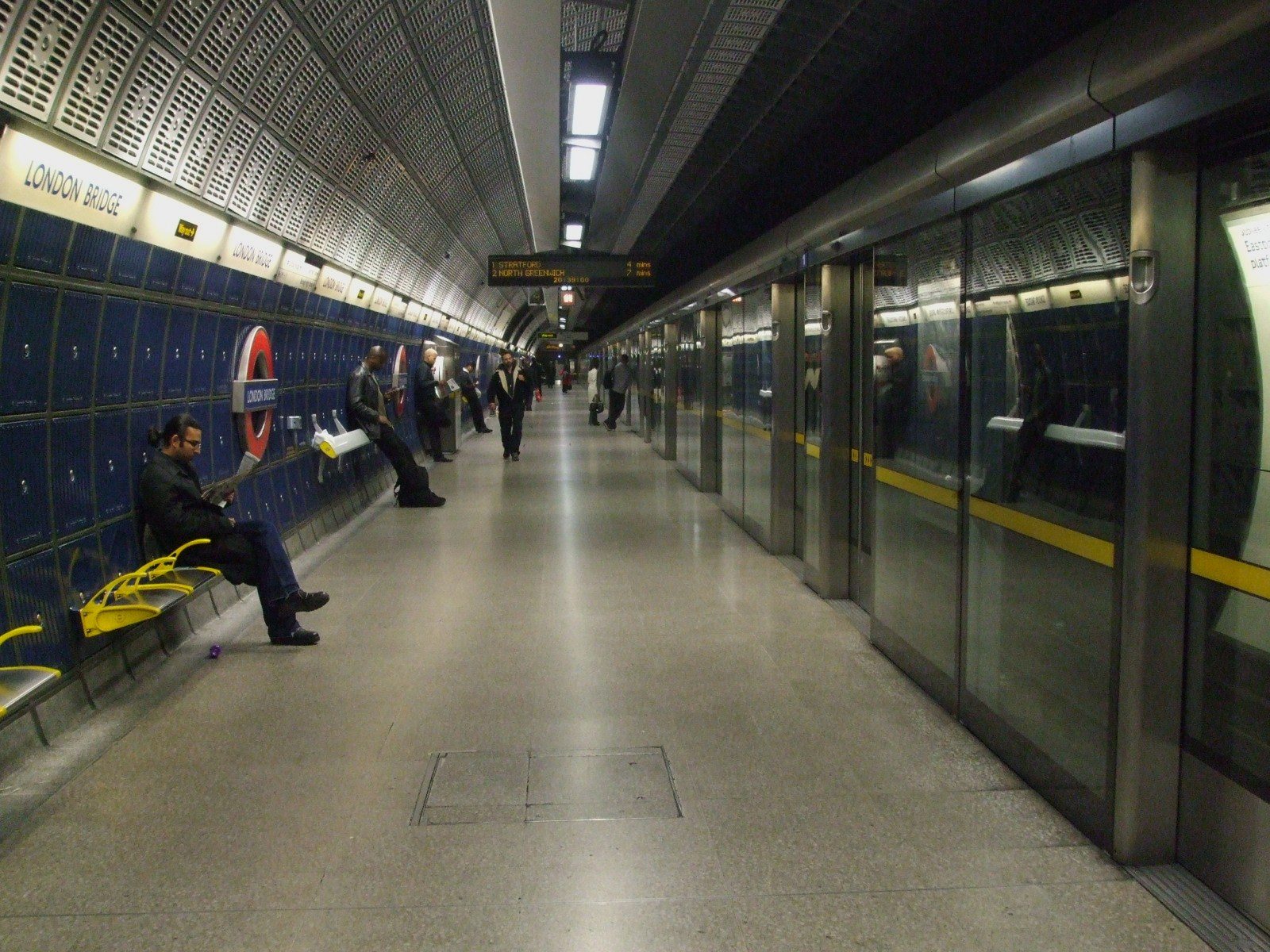
London Bridge
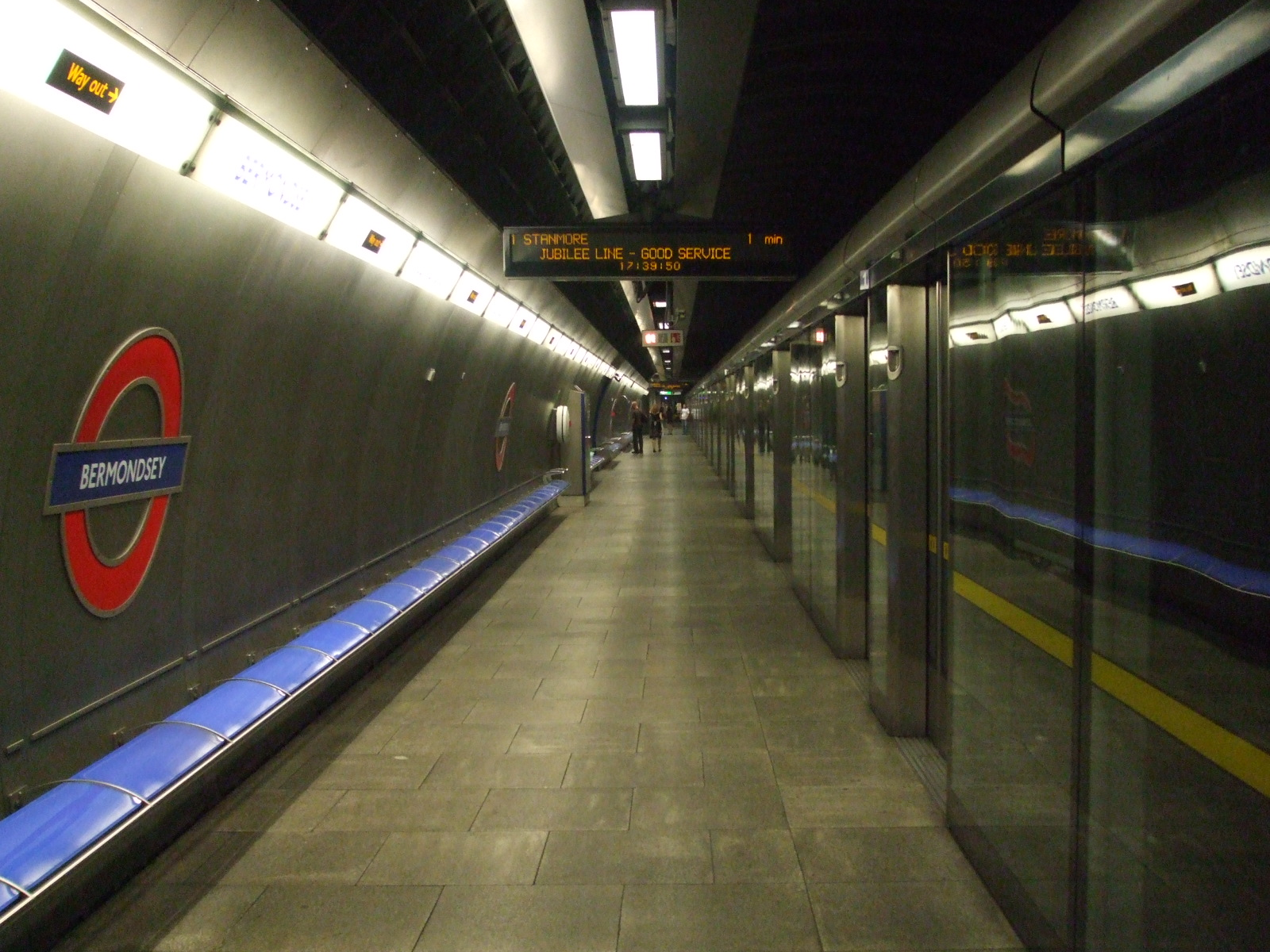
Bermondsey
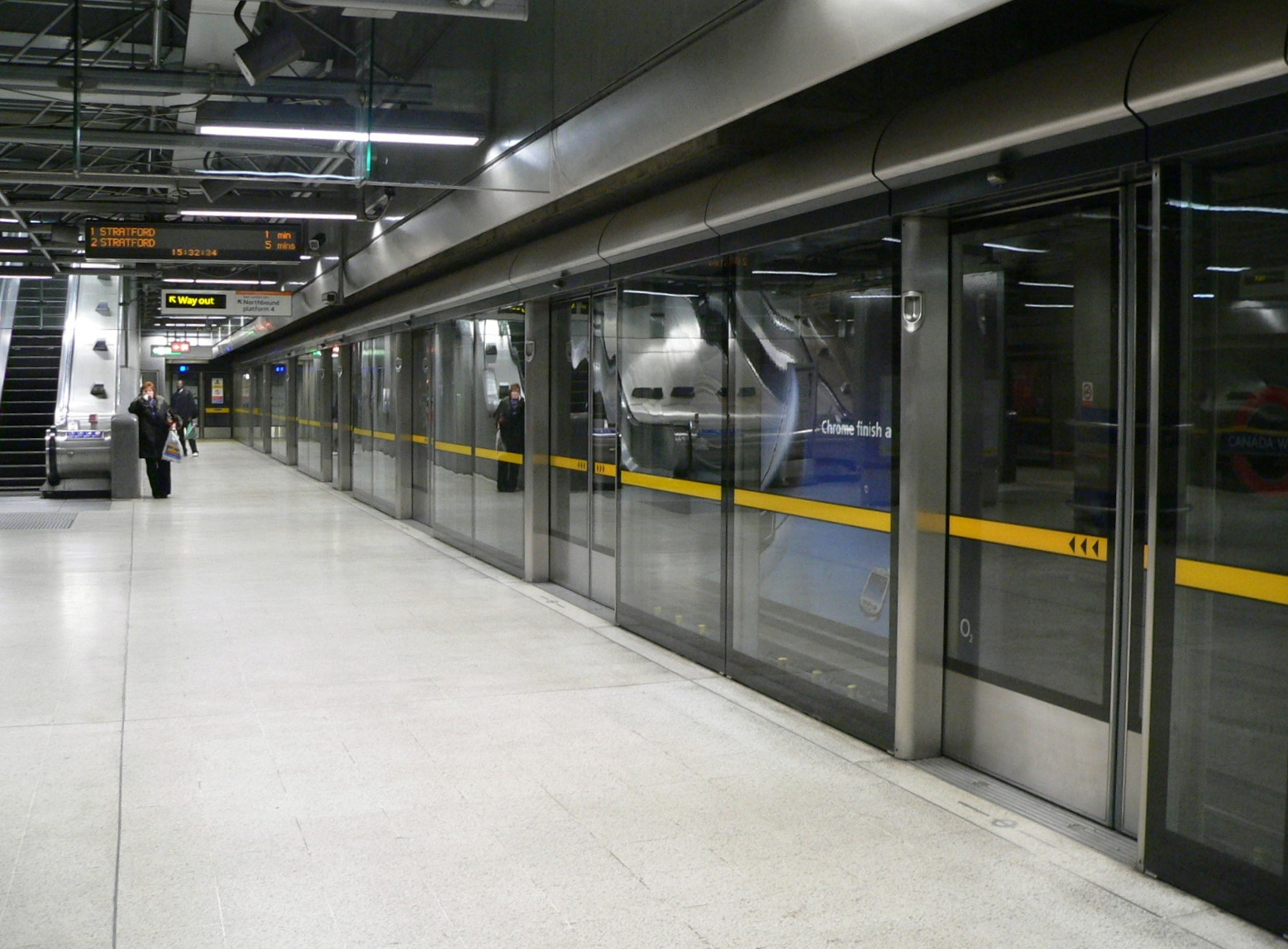
Canada Water
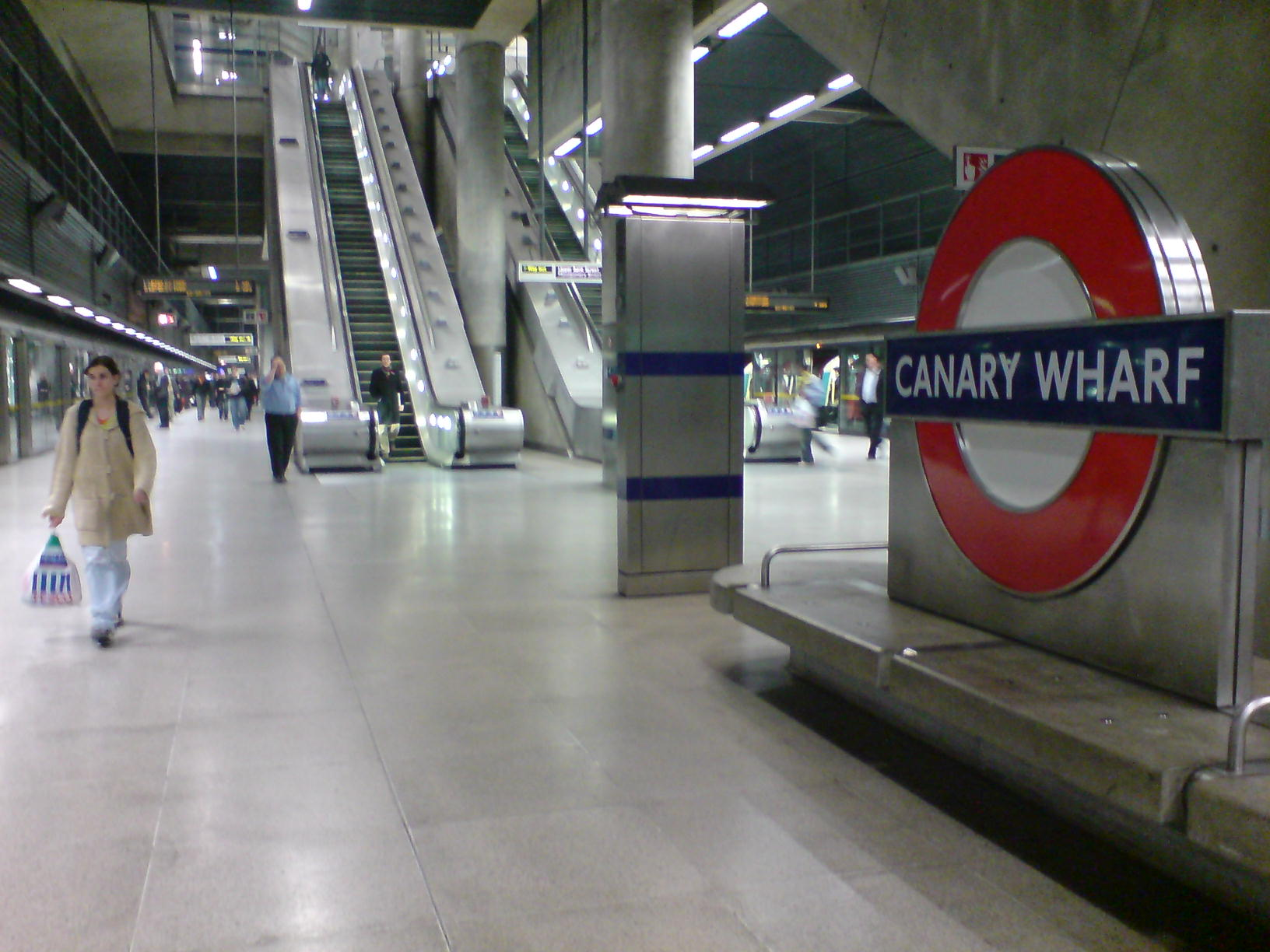
Canary Wharf
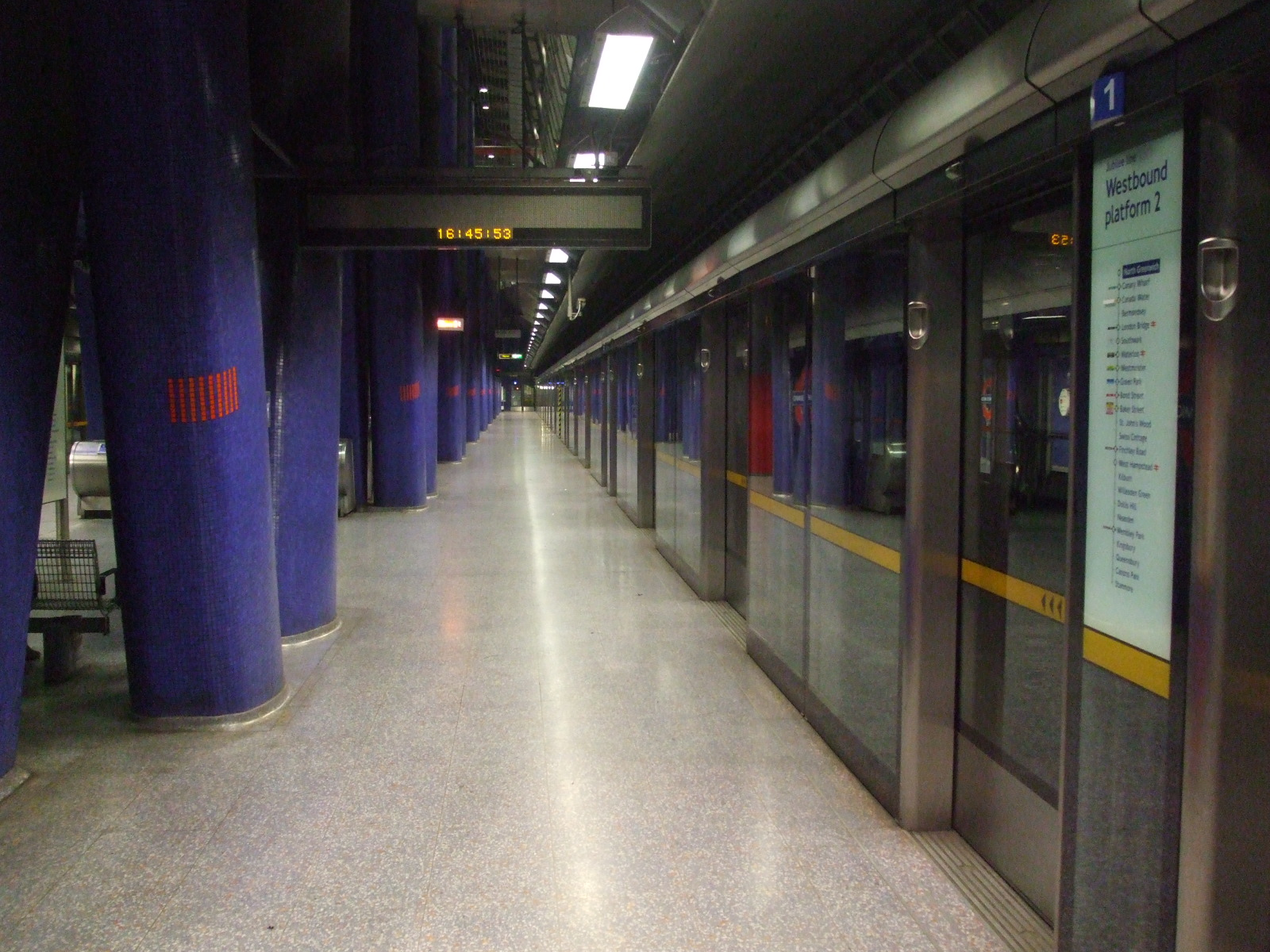
North Greenwich
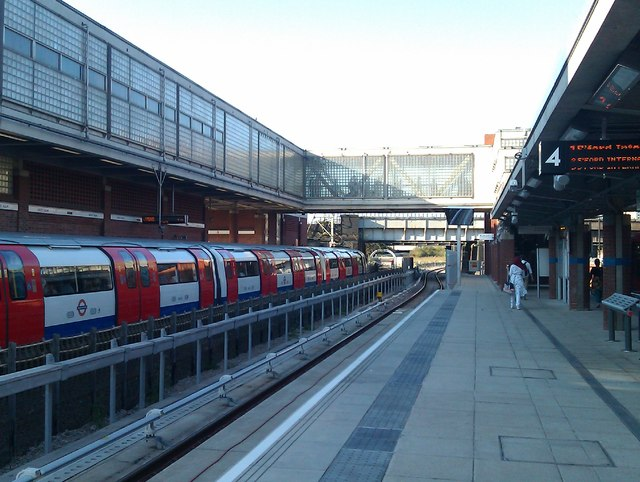
West Ham
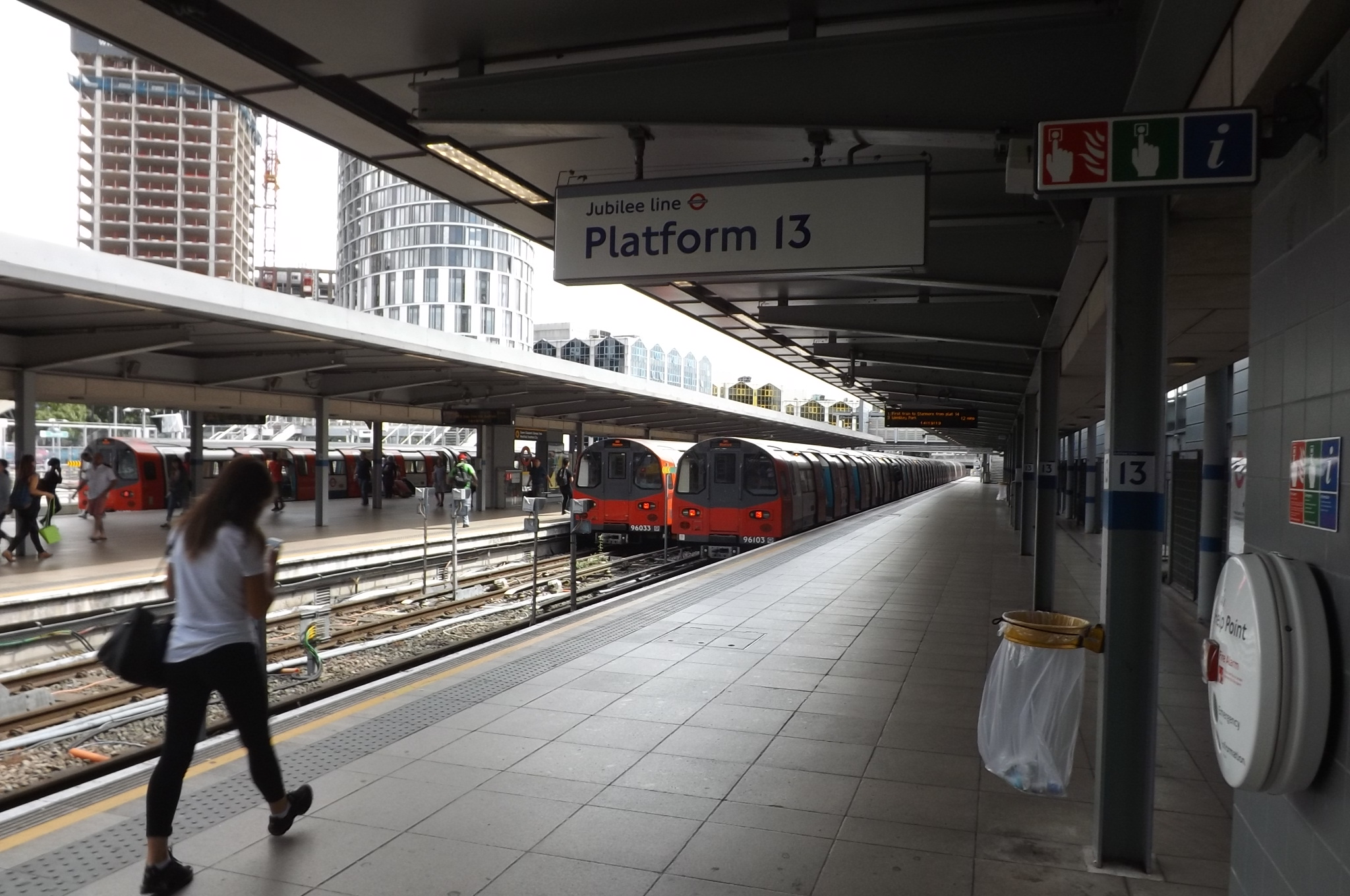
Stratford